# میدهایزن
مِیدهایزن (به هلندی: Meedhuizen) یک منطقهٔ مسکونی در هلند است که در دلف‌زیل واقع شده‌است. میدهایزن ۵۰۰ نفر جمعیت دارد.